# Абрам Бергсон
Абрам Бергсон (англ. Abram Bergson; 21 квітня 1914, Балтимор, США — 23 квітня 2003, Кембридж, Массачусетс) — американський економіст, теоретик, фахівець з питань радянської економіки. Лауреат премії Дж. Р. Коммонса (1979).

## Біографія
Народився 21 квітня 1914 року в Балтиморі, штат Меріленд. 1933 року здобув ступінь бакалавра, а 1935 року — ступінь магістра в університеті Джона Гопкінса, 1940 року здобув ступінь доктора наук у Гарвардському університеті.
Викладаючи в Техаському університеті від 1940 до 1942 року, Абрам Бергсон був керівником російського економічного підрозділу Управління стратегічних служб під час Другої світової війни. Після війни працював на економічному факультеті Колумбійського університету. 1956 року залишив Колумбійський університет, коли став професором економіки Гарвардського університету, де працював до виходу на пенсію 1981 року. 1963 Бергсон став стипендіатом Американської академії мистецтв і наук. Очолював Гарвардський російський науково-дослідний центр від 1964 до 1968 та від 1977 до 1980 року. Абрам Бергсон був членом Консультативної ради з соціальних наук при Агентстві з контролю над озброєнням і роззброєнням у 1966—1973 роках та головою тієї ж ради у 1971—1973 роках.
1975 року отримав нагороду за видатний внесок у вивчення Радянського Союзу від Американської академії мистецтв і наук. 1979 року нагороджений почесною відзнакою Університету Віндзора. Викладав у багатьох університетах США та Європи.

## Внесок у науку
Дослідження економіки добробуту зайняли чи не половину життя Абрама Бергсона. Ще аспірантом він написав статтю «Переосмислення деяких аспектів економіки добробуту» (англ. A Reformulation of Certain Aspects of Welfare Economics, 1938), що принесло йому відомість і авторитет. Далі були праці «Структура заробітної плати в СРСР: вивчення соціалістичної економіки» (англ. The Structure of Soviet Wages: A study in socialist economics) та «Реальний національний дохід Радянської Росії від 1928 року» (англ. Real National Income of Soviet Russia, since 1928, 1961).
У праці «Нариси нормативної економічної теорії» (англ. Essays in Normative Economics, 1966) Абрам Бергсон визначив і сформулював поняття функції соціального добробуту. Зокрема він окреслив необхідні граничні умови для економічної ефективності щодо:
1. реальних значень порядкових корисних функцій фізичних осіб для товарів;
2. робочої сили;
3. інші обмеження ресурсів.

Зробивши це, він побачив як економіка добробуту може обійтися міжособистісно-кардинальною корисністю (скажімо, вимірюється грошовим доходом), окремо або сукупно, без втрати поведінкової значущості. Отже, функція суспільного добробуту Бергсона є лише функцією корисності або добробуту для індивідів. Він запровадив уже знайомий поділ між «ефективністю» та «справедливістю» в аналізі змін в економіці, показавши, що затвердження максимуму соціального добробуту вимагає прийняття певних рішень щодо доходів, отриманих різними особами внаслідок тих змін.
Стаття Бергсона ініціювала те, що невдовзі було названо «новою» економікою добробуту, що уникала як кількісного вимірювання корисності, так і міжособистісних порівнянь добробуту. Скоро у своїх працях «Нариси нормативної економічної теорії» (англ. Essays in Normative Economics) та «Добробут, планування та зайнятість: вибрані праці з економічної теорії» Абрам Бергсон описав ринковий соціалізм у 1930-х роках, а також вимірювання втрат добробуту, заподіяних монополіями в умовах капіталізму .
Основним напрямком його досліджень була економіка CPCP. Бергсон у своїй основній праці «Реальний національний дохід Радянської Росії з 1928 року» (англ. Real National Income of Soviet Russia, Since 1928) зазначає, що від 1928 до 1940 року ВНП СРСР виріс на понад 60 %, натомість ВНП США того ж періоду зменшився на 33 %. Саме тому радянські індекси зростання економіки, на думку Бергсона, мали стати одними з найбільш вражаючих у XX столітті. Таким чином, основним його внеском у вивчення Радянського Союзу була розробка та впровадження методу розрахунку валового національного продукту та економічного зростання за умов відсутності ринкової оцінки.
Бергсон став одним з провідних американських експертів з проблем радянської економіки та, зокрема, з вимірювання національного доходу СРСР. Коли Бергсон був директором Гарвардського російського науково-дослідного центру, він ініціював численні дослідження радянської економіки та виховав ціле покоління американських радянологів.
До кінця 1960-их років він вважав, що СРСР програє Заходу з точки зору ефективності використання ресурсів, але через можливість запозичити технічний та інший досвід із Заходу, він мав перевагу у збільшенні загальної продуктивності факторів виробництва. Але на початку 1970-их років Абрам Бергсон оприлюднив розрахунки, які показують, що ефективність економіки СРСР почала спадати через те, що високий рівень капіталізації вже не може бути компенсований зростанням продуктивності праці, і прогнозував стабільне зниження темпів зростання СРСР від 1970 до 1989 року. Виходячи з цього, він зробив висновок, що Радянський Союз неминуче відкине планову централізовану економічну систему та перейде до ринкової моделі.

## Праці
Завдяки своїм знанням у галузі радянської економічної теорії Бергсон став одним з провідних експертів комісії конгресу США, що займалася проблемами радянської економіки. Крім того, відомі такі роботи Бергсона, як:
- Real Income, Expenditure Proportionality and Frisch's New Methods of Measuring Marginal Utility, 1936
- A Reformulation of Certain Aspects of Welfare Economics, 1938
- Socialist Economics, 1949
- Market Socialism Revisited, 1967
- On Monopoly Welfare Losses, 1973
- The Structure of Soviet Wages: A study in socialist economics, 1944
- Real National Income of Soviet Russia, 1961
- The Economics of Soviet Planning, 1964
- Essays in Normative Economics, 1966
- Productivity and the Social System: the USSR and the West, 1978
- Consumer's Surplus and Income Redistribution, 1980